# 弗拉米尼亚大道

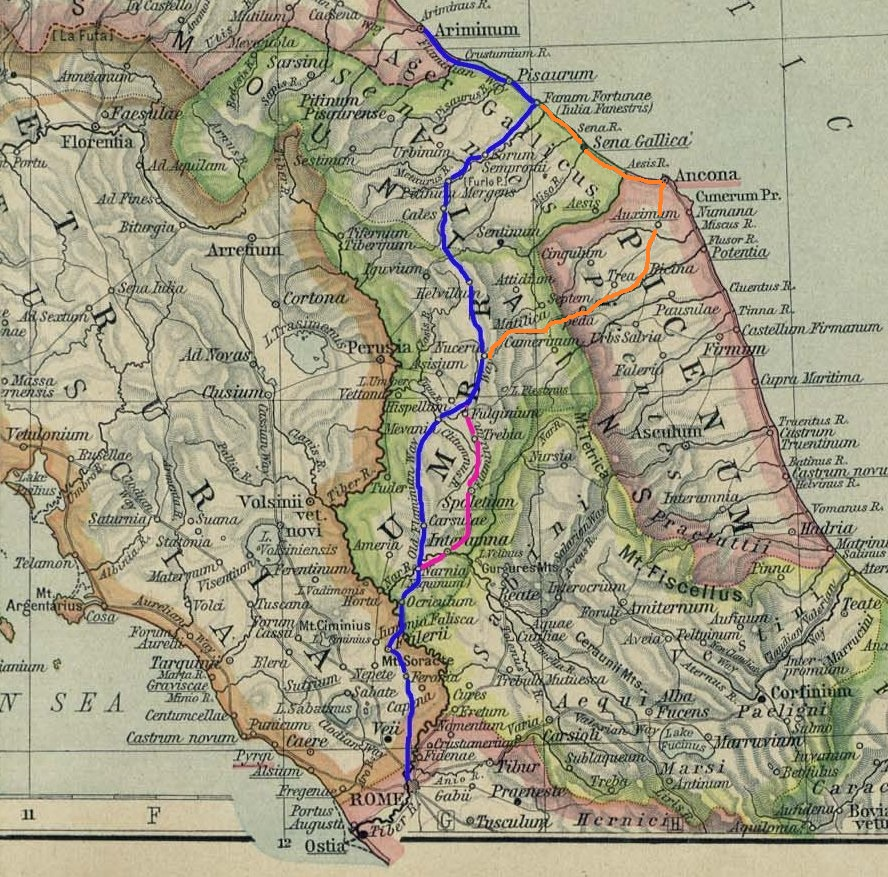
Route of the Via Flaminia; the purple route indicates the Via Flaminia nova.

弗拉米尼亚大道（義大利語：Via Flaminia）是一条重要的罗马道路，南起罗马，北到阿里米努姆（今意大利里米尼），是通往北方最重要的一条道路。
在中世纪称为“拉韦纳大道”，因为它通向当时的重要城市拉韦纳。拉韦纳总督时期结束后，在伦巴第时期被废弃，在文艺复兴时期部分修复，在拿破仑时期和二战期间再度显示军事上的重要性。SS 3 (Strada Statale 3)仍是从罗马到亚得里亚海的主要公路之一。
古代的弗拉米尼亚大道具有双重的重要性：在公元前3世纪和前2世纪的罗马扩张时期，弗拉米尼亚大道，连同更廉价的海路，是波河流域的小麦由此转运供应罗马和意大利中部的主要通道；在罗马衰落时期，弗拉米尼亚大道是通往意大利心脏地区的主要道路：内战开始时被恺撒夺取，还曾被各种游牧民族和拜占庭将军占据，因此许多重要战役都在弗拉米尼亚大道沿线或附近展开。在中世纪早期，这条道路被东罗马帝国控制，受到文明影响，被历史学家称为“拜占庭走廊”。

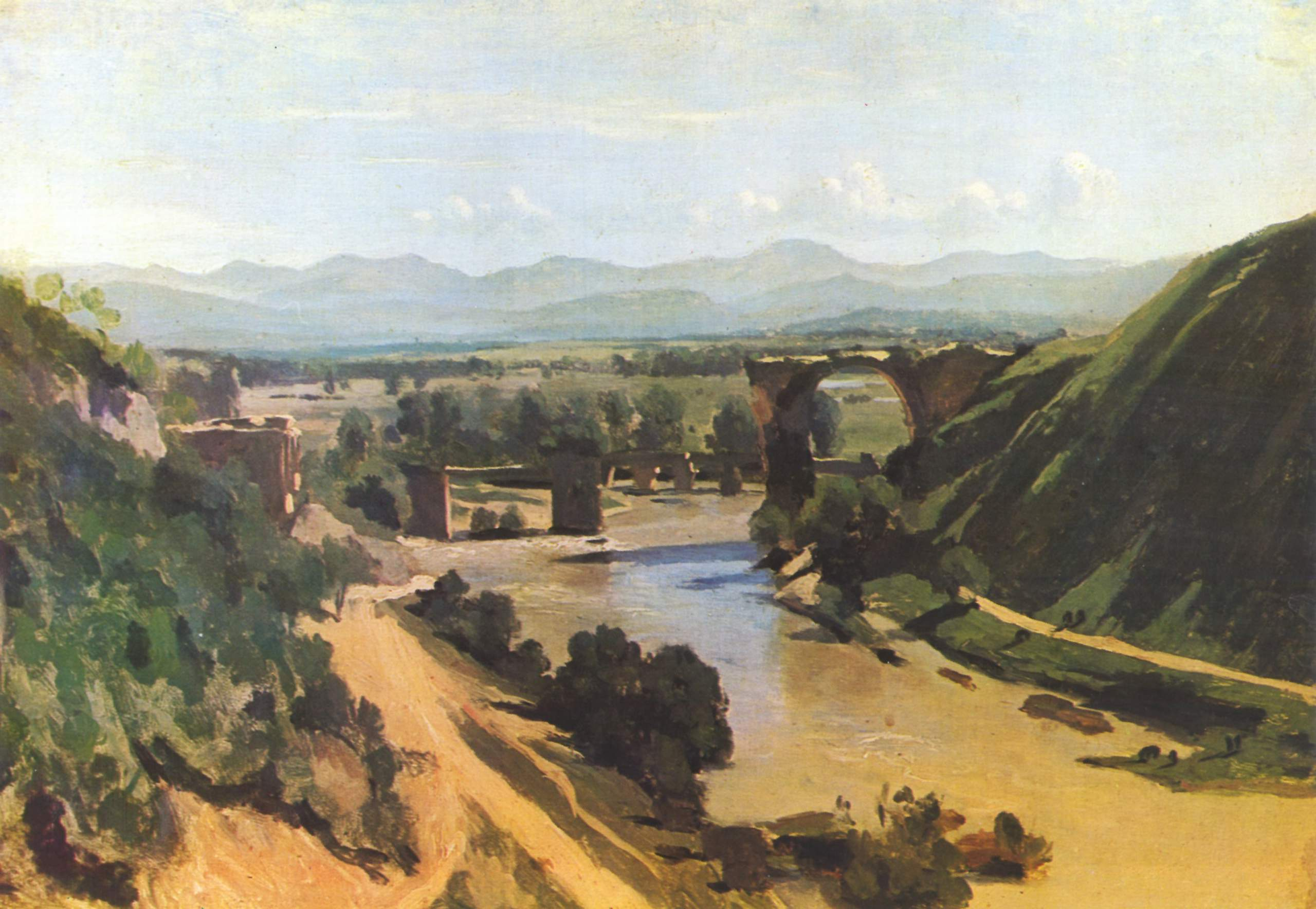
The bridge of Narni in a 1826 painting by 讓-巴蒂斯·卡米耶·柯洛.

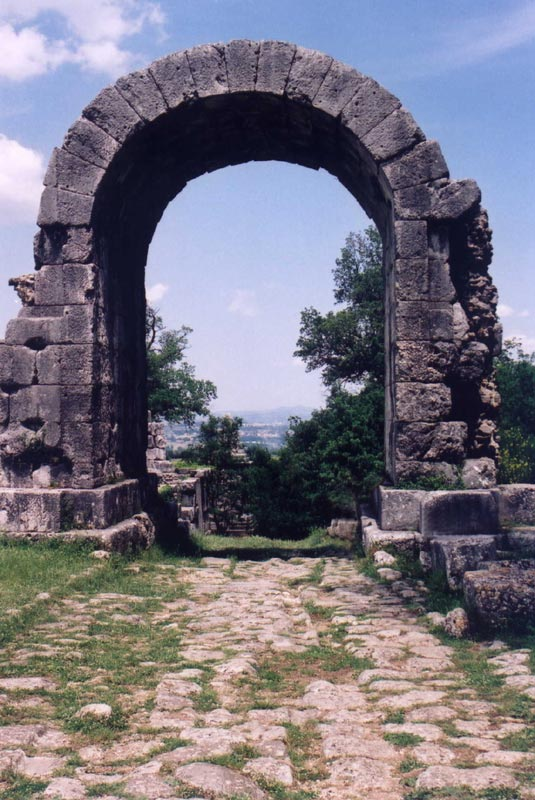
Via Flaminia at Carsulae